# Melissa Bean
 (mars 2019).
Si vous disposez d'ouvrages ou d'articles de référence ou si vous connaissez des sites web de qualité traitant du thème abordé ici, merci de compléter l'article en donnant les références utiles à sa vérifiabilité et en les liant à la section « Notes et références ».
Melissa Luburić Bean, née le 22 janvier 1962 à Chicago (Illinois), est une femme politique américaine, membre du Parti démocrate et représentante du huitième district de l'Illinois à la Chambre des représentants des États-Unis de 2005 à 2011.
Candidate à sa réélection en 2010, Melissa Bean est battue d'extrême justesse par le candidat républicain du Tea Party, Joe Walsh.